# Соммарива-Перно
Соммарива-Перно (італ. Sommariva Perno, п'єм. Somariva la Àuta) — муніципалітет в Італії, у регіоні П'ємонт,  провінція Кунео.
Соммарива-Перно розташована на відстані близько 490 км на північний захід від Рима, 39 км на південний схід від Турина, 50 км на північний схід від Кунео.
Населення — 2821 особа (2014).

## Демографія
Населення за роками:

Станом на 1 січня 2023 року в муніципалітеті офіційно проживало 160 іноземців з 16 країн, серед них 98 громадян країн Євросоюзу та 2 громадяни України.

## Сусідні муніципалітети
- Бальдіссеро-д'Альба
- Корнеліано-д'Альба
- Монтічелло-д'Альба
- Покапалья
- Санфре
- Соммарива-дель-Боско